# Жуковський В'ячеслав Володимирович
В'ячеслав Володимирович Жуковський (нар. 26 квітня 1943) — радянський російський футболіст, виступав на позиції нападника та півзахисника.

## Життєпис
Вихованець московської ДЮСШ «Філі». У командах майстрів дебютував у 1960 році в класі «Б» в бєлгородському «Цементнику». У другій половині 1961 року зіграв 6 матчів за «Торпедо» (Харків). У 1963-1965 роках виступав у другій групі класу «А» за «Металург» (Куйбишев), у 1965 році провів два матчі, відзначився одним голом за дубль московського «Динамо», того ж року перейшов у «Динамо» (Ставрополь), з якого у вересні 1967 року перейшов у ленінградський «Зеніт», за який в першій групі класу «А» провів чотири матчі. 29 жовтня дебютував у домашньому поєдинку з «Шахтарем» (1:1) — вийшов на заміну на 62 хвилині. У трьох наступних матчах виходив в стартовому складі і змінювався в середині другого тайму. Надалі грав у клубах третьої за силою ліги «Хімік» Невинномиськ (1968), «Урожай» Олександрівське (1969), «Нарзан» Кисловодськ (1969), «Торпедо» Тольятті (1970), «Зірка» Перм (1971).